# Óptica y navegación

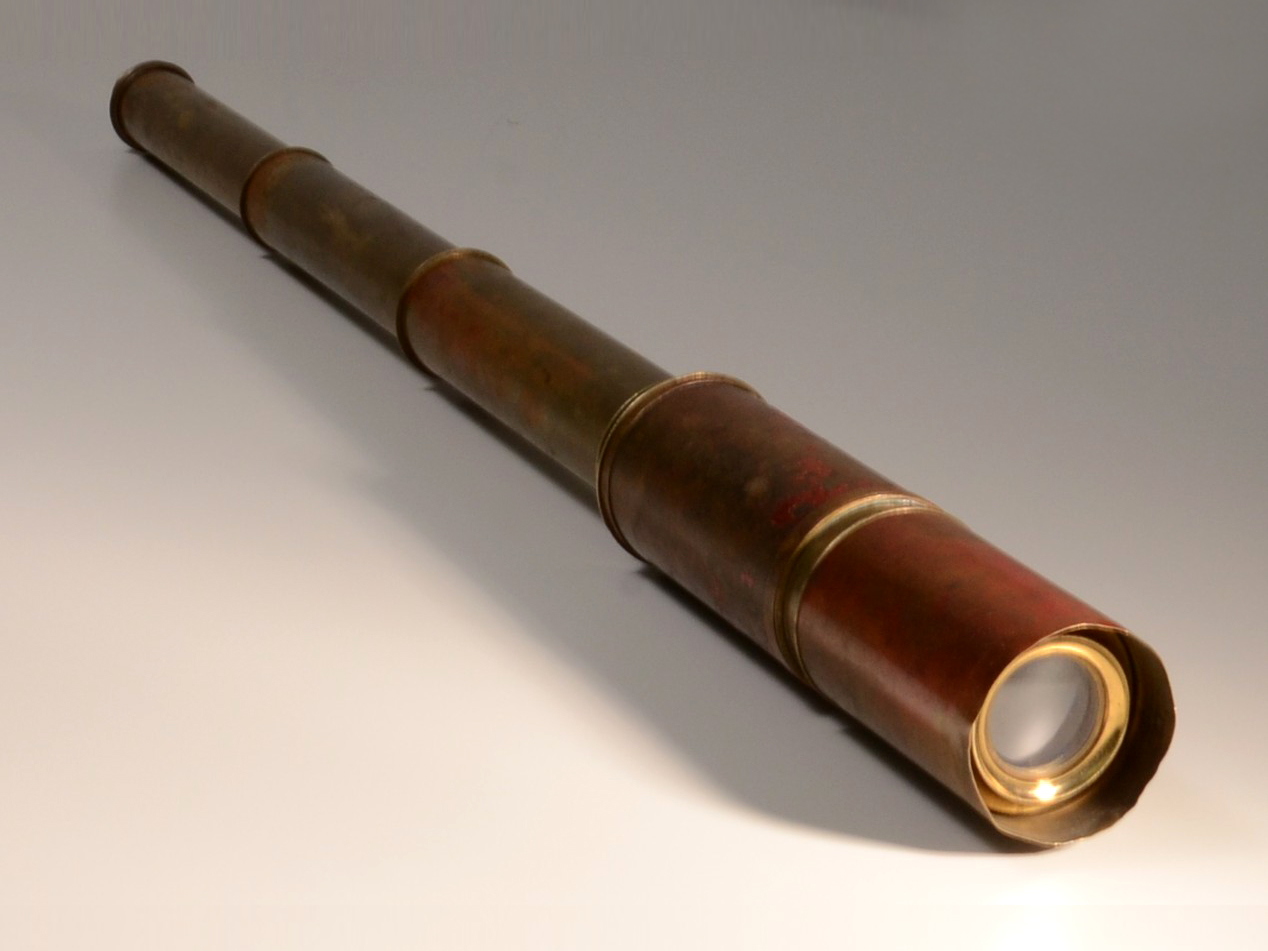
Gafa de catalejos, fabricada por la firma Dollond, empleada por la marina británica.

En el campo de la óptica y navegación, son muy importantes los instrumentos ópticos que mejoran la capacidad visual de las personas. En este sentido, un compendio de óptica náutica debería facilitar la comprensión de los usos náuticos de instrumentos o dispositivos conocidos -de uso general o específico- con detalles difíciles de tratar en los artículos particulares. Un compendio como el indicado podría incluir todos los aspectos y sistemas importantes en la navegación basados o relacionados con la óptica.

## Instrumentos
Los diversos instrumentos usados en la navegación a lo largo del tiempo pueden clasificarse de diversas formas. Un mismo instrumento puede ser, a su vez, de medida, óptico y náutico.

### Lectura de la medida
Leer la medida de un instrumento (directamente, en una graduación, en una pantalla o en un indicador) implica la presencia de luz y de la vista de un observador. Así, la lectura de un frasco de arena haría posible clasificar este instrumento como un instrumento óptico. Quizás en sentido amplio, pero dependiendo de unas propiedades ópticas: la transparencia necesaria del vidrio, la opacidad de la arena, la luz imprescindible para la consulta y la capacidad visual de la persona que verifica. Sobre un cronómetro de marina podrían hacerse consideraciones similares.
En conclusión en este artículo serán clasificados como instrumentos ópticos casi todos los instrumentos náuticos. De acuerdo con la exposición anterior.

### Dispositivos y accesorios
Existen algunos dispositivos y accesorios que, aun cuando no pueden clasificarse como instrumentos, por su utilidad en la navegación (referida al desplazamiento físico del barco o a su posición geográfica) es conveniente tratarlos en la presente monografía.

### Sistemas complementarios con aspectos ópticos
La seguridad del barco (luces de posición, marcas, balizas,...), las comunicaciones a distancia (banderas, semáforo, morse y similares) y otros aspectos susceptibles de ser tratados en el sentido indicado en el apartado anterior, serán considerados en secciones correspondientes.

## Descubrimientos asociados

### Esfericidad de la Tierra

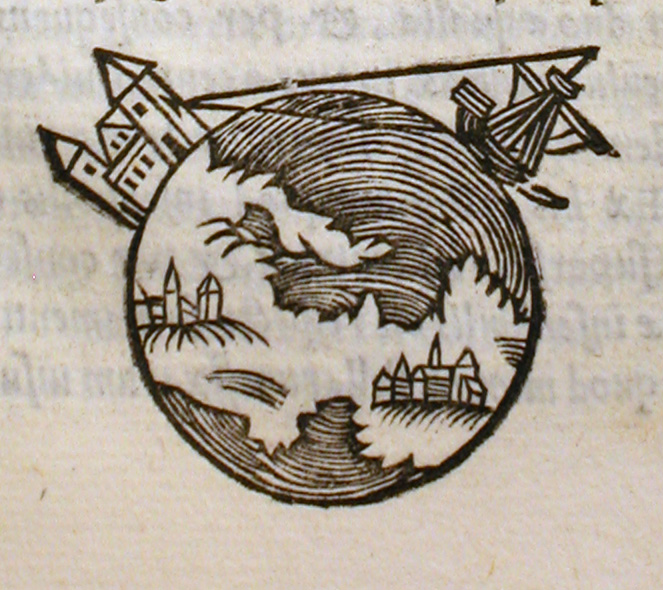
Dibujo de una edición de 1550 de " De sphaera mundi ", el libro de astronomía más influyente del.

Una de las demostraciones de la curvatura de la Tierra es el hecho, bien conocido desde muy antiguo, que la parte más alta del árbol de un barco sigue viéndose cuando la parte más baja de la nave desaparece por debajo del horizonte (Ver imagen).

### Previsión meteorológica
Los antiguos navegantes dependían del estado del mar de forma dramática. No es extraño que existan documentos que hablan del pronóstico del tiempo a partir de señales observadas y conservadas en la memoria de los marineros experimentados.

#### Documentos
- 1229. El 5 de septiembre zarpa la flota de Jaume el Conqueridor con destino a Mallorca. En una temporada no demasiado apta para navegar. Primero un viento (que hacía que las oleadas barrieran la cubierta de la galera del rey) y después una tormenta estorbarían la travesía.[2][3][4]

« 	No m'asaut de aquella nuu que veig de part de vent de Proença»
— Palabras de Berenguer Gayran, comite de la galera del rey. Llibre dels fets Capítulo 57. 

No m'asaut de aquella nuu que veig de part de vent de Proença 
 No me’n refio d'aquell núvol que veig de part del vent de Provença
Paraules de Berenguer Gayran, còmit de la galera del rei. Llibre dels fets Capítol 57.

*

Nubes secundum colores quos habent signantes ventos: sicut nubes rubea signat orientalem ventum & si habuerit colorem aureum, signat ventum meridianum: & si habuerit colorem album, signat ventum septentrionalem & si habuerit colorem nigrum, signat ventum occidentalem. Nubes vero quandoque est composita ex pluribus coloribus: & tunc signat mixtionem ventorum: & secundum quod est magis de uno colore quam de alio, signat magis unum ventum, quam alium...
Ramon Llull. De navigatione, Cap. CXL.

| «                                        | Las nubes según los colores que tienen sellan los vientos: así como una nube roja marca el viento del este, y si tiene un color dorado, marca el viento del sur; Pero la nube a veces se compone de varios colores, y luego marca la mezcla de los vientos; | » |
| — Ramon Llull. De navigatione, Cap. CXL. | |   |

- Benedetto Cotrugli fue autor de un libro de navegación (De navigatione ; Nápoles 1464) que no se llegó a publicar, pero que se conserva en forma de manuscrito. Se trata de una obra que puede consultarse en una transcripción digitalizada al cuidado de Piero Falchetta . También el manuscrito original puede leerse gratis (Manuscrito Beinecke MS 557, Yale University Library, Beinecke Rare Book and Manuscript Library).

Por lo que respecta al pronóstico meteorológico, la obra de Cotrugli informa sobre las opiniones de algunos autores clásicos sobre el tema. Cita también algunos meteoros. Benedetto Cotrugli no facilita ningún resumen útil y práctico para los navegadores reales.

### Fenómenos meteorológicos
Algunos meteoros, sin ser exclusivos de la navegación, han sido especialmente observados y descritos en relación con los barcos: fuego de Sant Elm, tromba marina, chorro verde, espejismo, fata morgana...

## Instrumentos náuticos propiamente dichos
Estos instrumentos disponen de artículo propio y de una plantilla de navegación que los recogen en su conjunto y dirigen a sus respectivos artículos. Algunos instrumentos pueden comentarse de forma particular.

### Anemómetro
En los veleros un anemómetro mide la velocidad del viento aparente. Suele ir asociado a un indicador de viento aparente.

### Clinómetro
En veleros pequeños son habituales los clinómetros sencillos que indican el ángulo de escora del barco. Se montan en una mampara perpendicular al eje longitudinal de la nave.

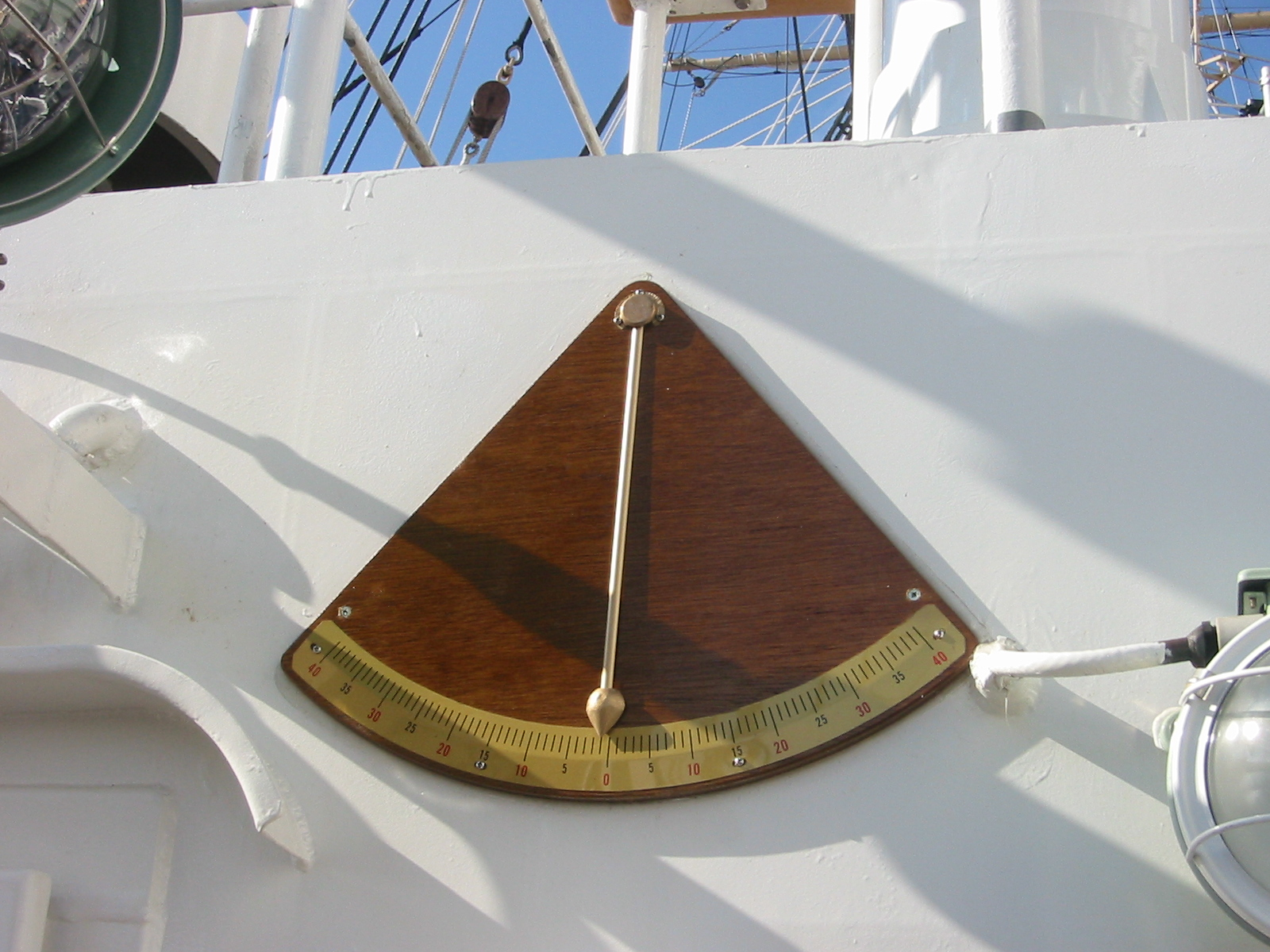
Clinómetro de péndulo
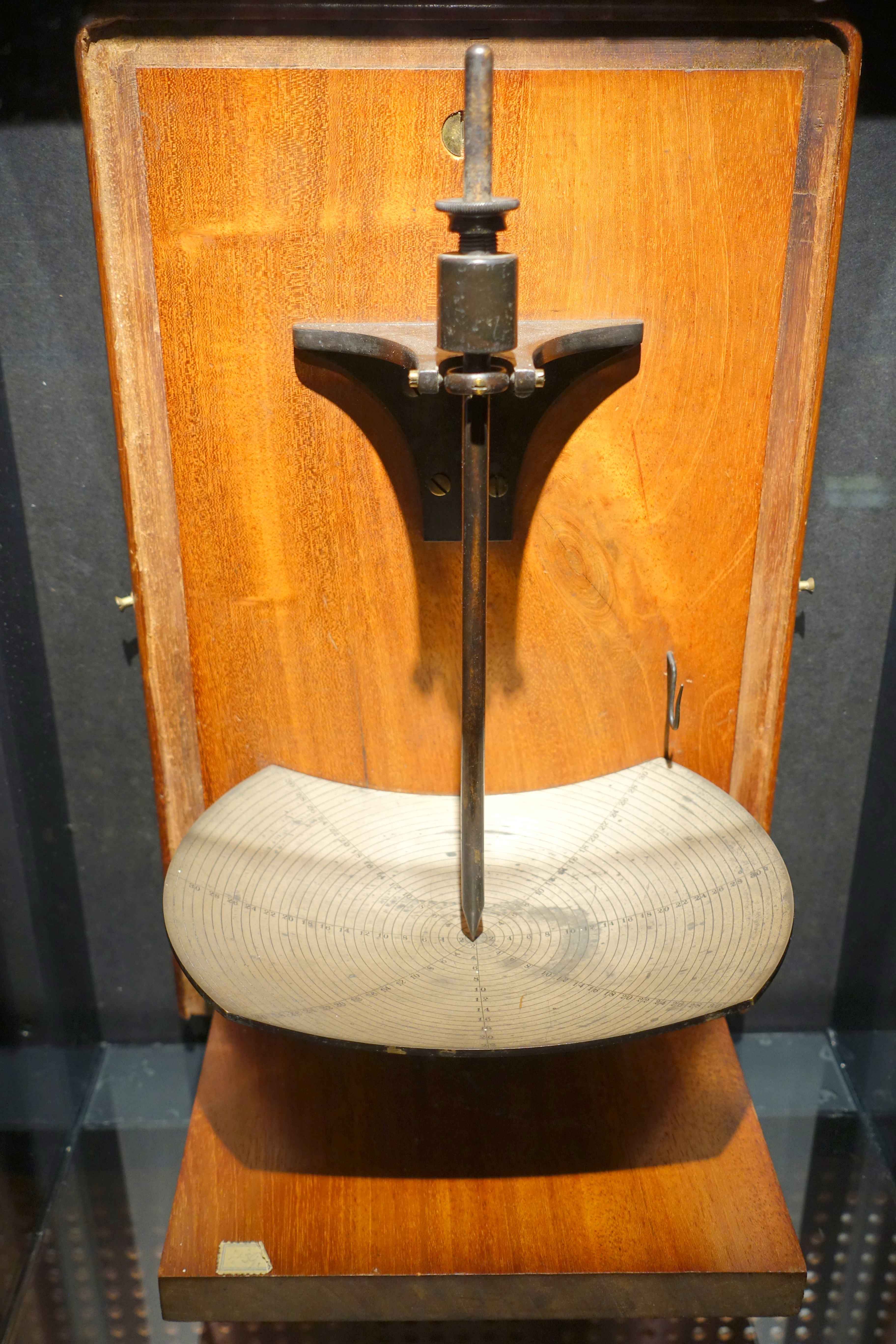
Clinómetro tridireccional de un submarino antiguo. Indica escora y cabeceo.

## Visión de las personas
La visión de una persona que navega debe ser correcta y es un sentido a proteger. Así, es necesario insistir en la necesidad de gafas y lentillas correctoras y, eventualmente, en el uso adecuado de gafas de protección.
En condiciones de emergencia y pérdida de las gafas correctoras, la visión puede mejorarse mirando a través de un agujero muy pequeño.

### Filtros
Las gafas de sol   protegen de la radiación solar excesiva y mejoran la visión en determinadas condiciones. Los filtros polarizados pueden mejorar mucho la visualización de ciertos detalles (superficie del agua, nubes,... ). Existen gafas bastante transparentes que incorporan un filtro de color amarillo. Supuestamente mejoran la visión en caso de niebla.

### Protección física

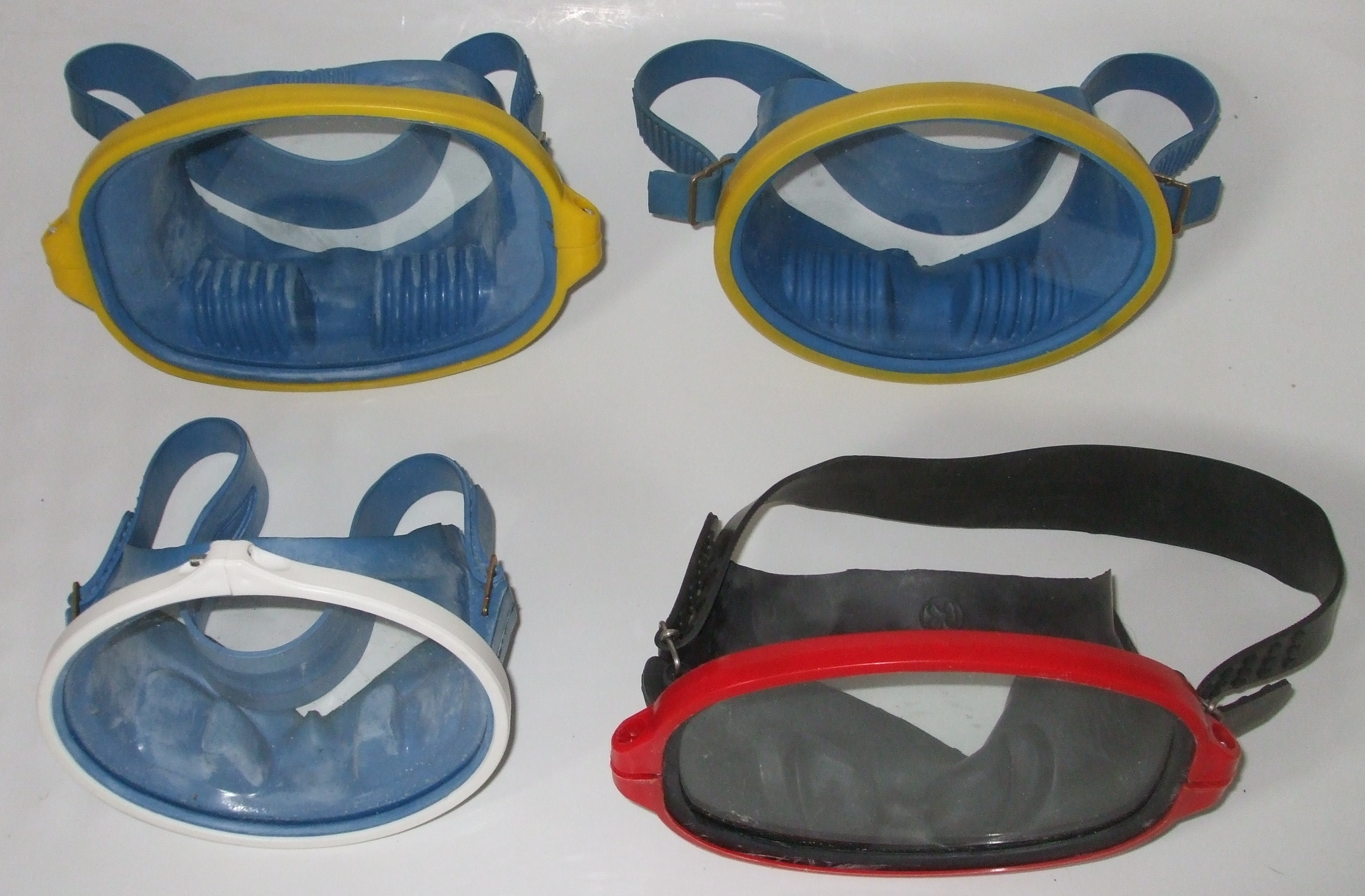
Gafas de natación y buceo

Las proyecciones de agua a gran velocidad pueden afectar a los ojos de los navegantes. Unas gafas de protección con un sistema de sujeción firme pueden solucionar el problema.

### Visión bajo el agua
No es infrecuente tener que trabajar bajo el agua: inspeccionando una vía de agua, cortando un obstáculo que bloquea el árbol de la hélice,... Estos casos necesitan una careta de buceo o unas gafas de inmersión (y un tubo respirador).

### Luz roja
La luz roja facilita la adaptación de la visión nocturna. Los vigías de submarinos esperaban treinta minutos con luz roja antes de una guardia nocturna.

## Instrumentos de larga vista

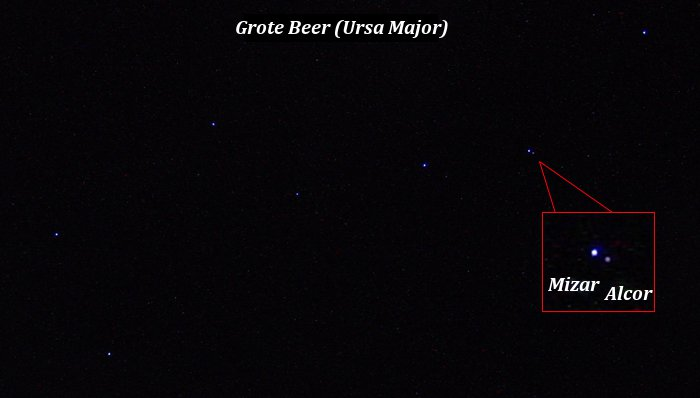
Mizar y Alcor.

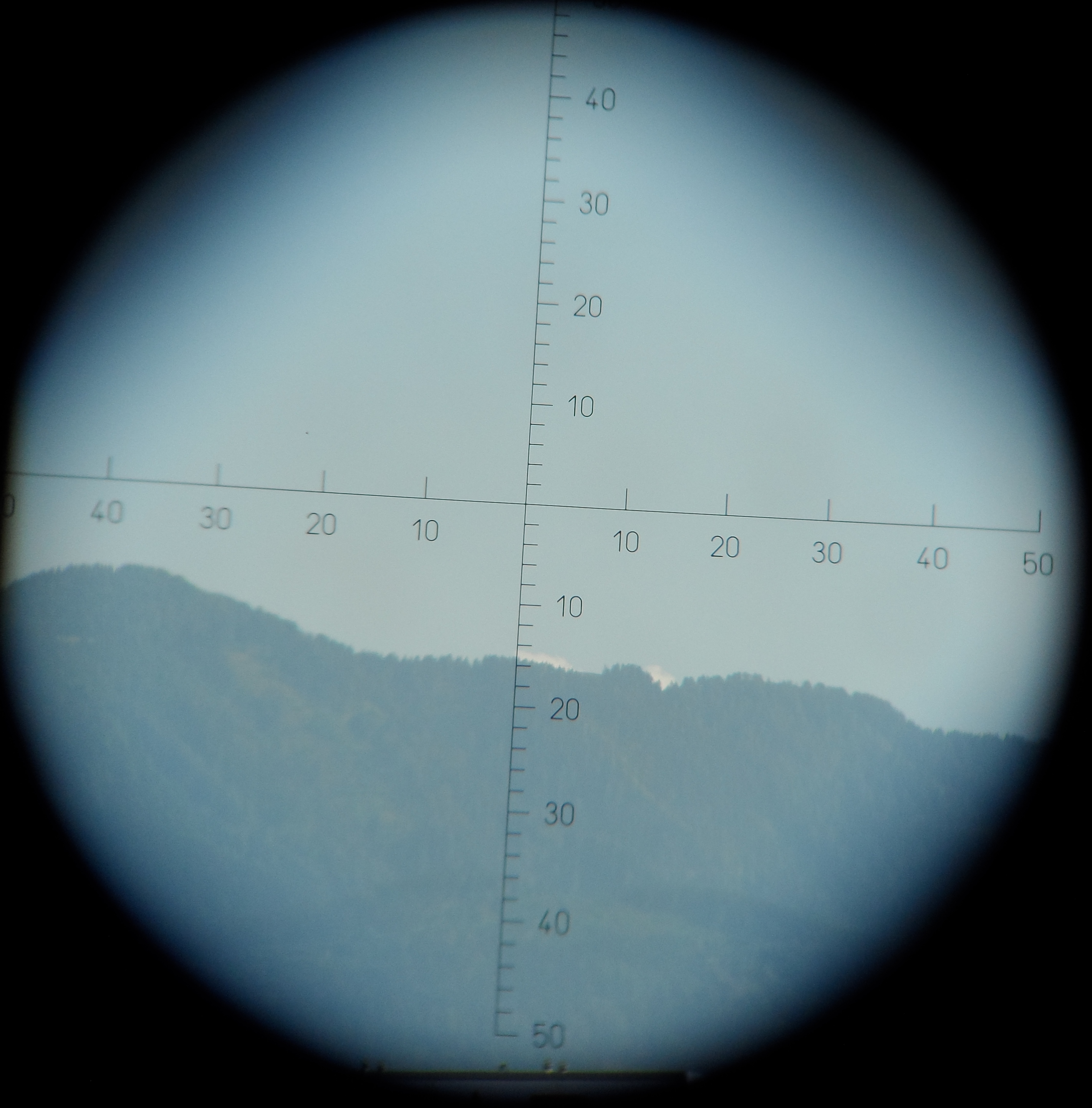
Retícula graduada.

La gran importancia de los vigilantes en la navegación es conocida. Según los árabes, sólo aquellos marineros que podían ver a la estrella más pequeña junto a Mizar (denominada Alcor, que significa “la prueba”) eran aptos para este servicio de observación. Los instrumentos de larga vista mejoraron la seguridad de la navegación, aumentando las capacidades humanas de visión a distancia.

### Telescopios de Galileo
Los telescopios terrestres -de Roget o de Galileo- fueron utilizados en los barcos desde su aparición. Con una capacidad de aumentos moderada (del orden de 4x), su campo de visión es muy pequeño, pero su luminosidad es alta.
La filmografía sobre piratas y batallas navales ha popularizado los catalejos de grandes dimensiones con montura telescópica de latón. Desde hace muchos años su uso es testimonial.

### Binóculos prismáticos
Son grandes auxiliares de la navegación. Especialmente los modelos de 7x50 y 7x35, resistentes al agua y, si es posible, presurizados con nitrógeno. Los grandes aumentos no son útiles en un barco. El movimiento no permite una adecuada visión.
Algunos modelos incorporan retículas especiales y/o compás de marcaciones.

#### Binóculos de imagen estabilizada
Considerando la seguridad y el precio relativo, los prismáticos con sistema de estabilización pueden ser una buena inversión. Los aumentos prácticos suben hasta 12x-14x. Prácticamente el doble que los de los prismáticos sin estabilizar.

## Monoculares y prismáticos de visión nocturna
A pesar de su elevado precio, los llamados sistemas de visión nocturna pueden hacer fácil la navegación –a veces imposible- en condiciones de oscuridad extrema.
Existen dos sistemas principales: los basados en la foto-multiplicación de la luz existente y los que se basan en una fuente de rayos infrarrojos y una óptica infrarroja.

## Lupas y similares
La lectura de cartas marinas puede facilitarse con estos instrumentos. Además de las lupas convencionales (con mango) existen varios modelos de lupas Fresnel, construidas de plástico transparente muy delgado, muy adecuadas para la función indicada. Otros modelos de lectura son semiesferas de vidrio o plástico que reposan sobre la parte que se quiere ampliar.
Para navegaciones nocturnas existen lupas con luz tenue y filtrada que permiten la consulta de la carta a oscuras, evitando deslumbramientos innecesarios (provocados para abrir y cerrar luces convencionales y salir a cubierta de noche).

## Elementos ópticos en instrumentos
En un sextante la mira telescópica es un componente esencial.

## Luz y alumbrado

### Luces de navegación
El Reglamento Internacional para Prevenir Abordajes en el mar ( Convention on the International Regulations for Preventing Collisions at Sea ) especifica las luces de navegación que deben llevar los distintos tipos de barcos.

### Luces intermitentes
Algunas embarcaciones empleadas en servicios especiales (guardacostas, barcos antiincendios, remolcadores, lanchas de práctico, barcos de salvamento y otros) disponen de luces de alerta que avisan de su presencia. Se trata de luces intermitentes o de reflector rotatorio que llaman la atención del observador.
En barcos de todo tipo pueden existir luces de alerta asociadas al funcionamiento de grúas o avisando de maniobras potencialmente peligrosas.

### Focos
Los focos luminosos pueden ser útiles en determinadas ocasiones. En algunos casos son imprescindibles (barcos de policía, guardacostas, bomberos, pesqueros,... ).

### Luz negra
Algunos yates participando en singladuras nocturnas han empleado luz negra y catantes fosforescentes para ajustar las velas. Según declaraciones, el sistema funciona bastante bien con viento moderado y mar plana. No tanto con brisas fuertes y ondas altas.

### Prisma de cubierta
Los prismas de cubierta proporcionan luz natural en ciertos espacios interiores, sin necesidad de llamas ni electricidad. Muy populares en la época dorada de la vela su uso actual es escaso.

### Cúpulas transparentes
Las cúpulas transparentes, aproximadamente semi-esféricas, encuentran aplicación en barcos y submarinos.

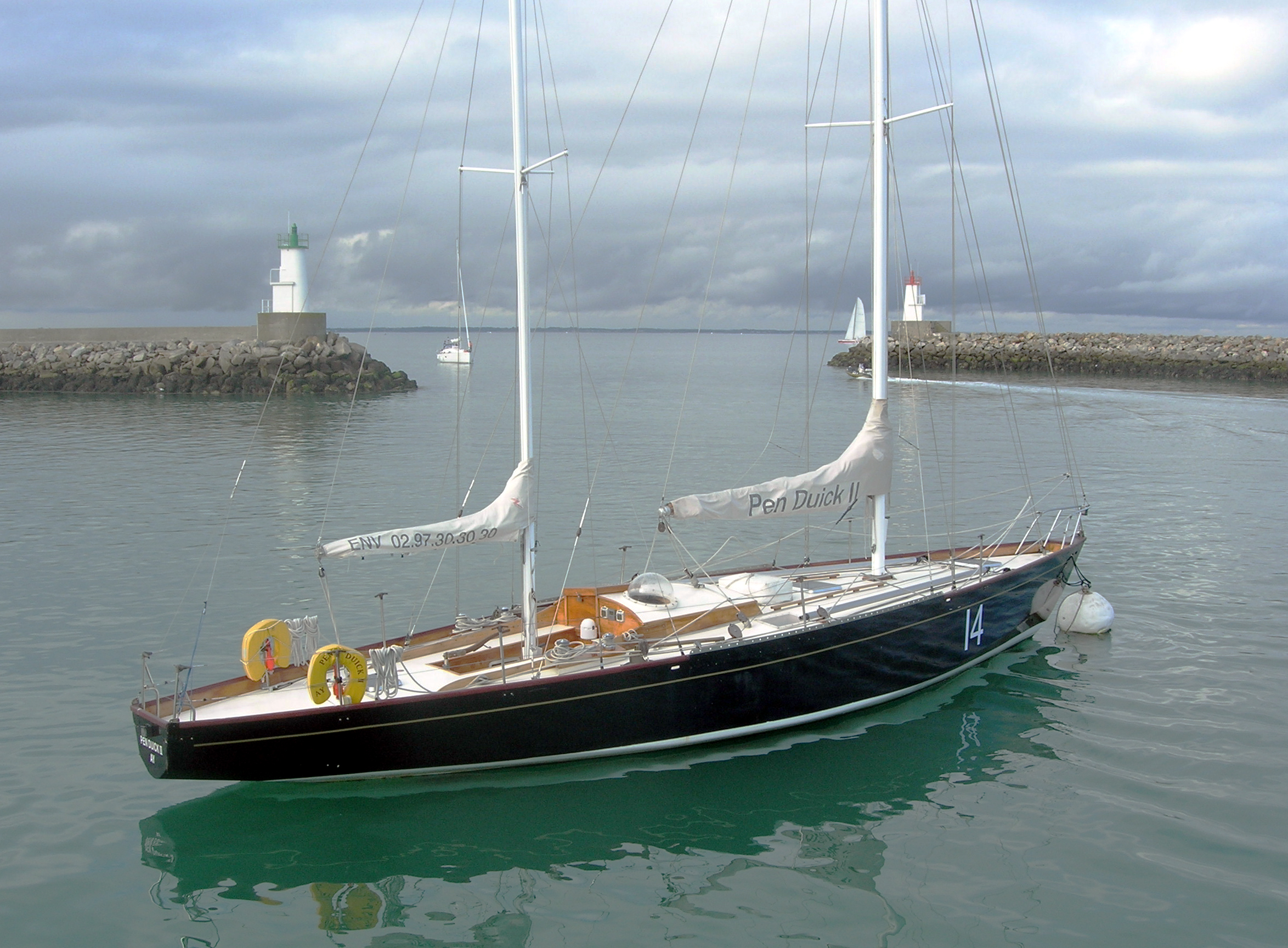
Pen Duick II (con cúpula en el techo del habitáculo)
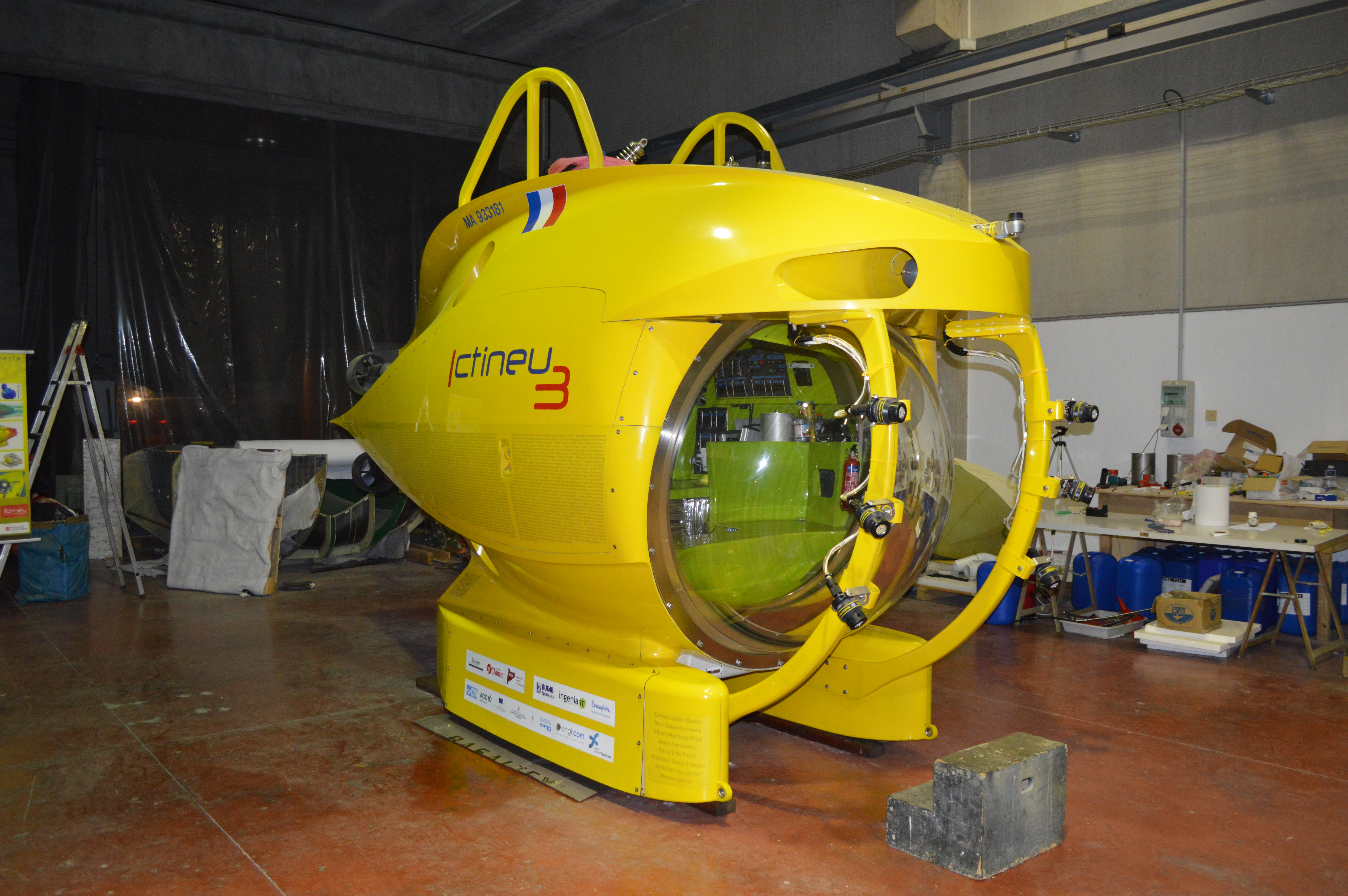
Submarino Ictineo 3

### Pantallas de vista clara
En los cristales del puente de mando de muchos barcos destacan unos dispositivos circulares que son pantallas de vista clara. El giro de cristal de estas pantallas elimina el agua y permite una zona de visión clara.

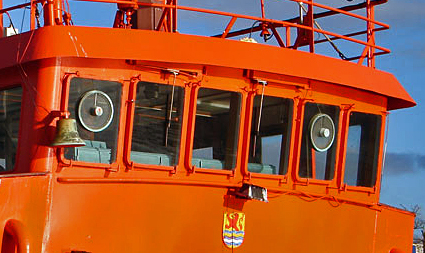
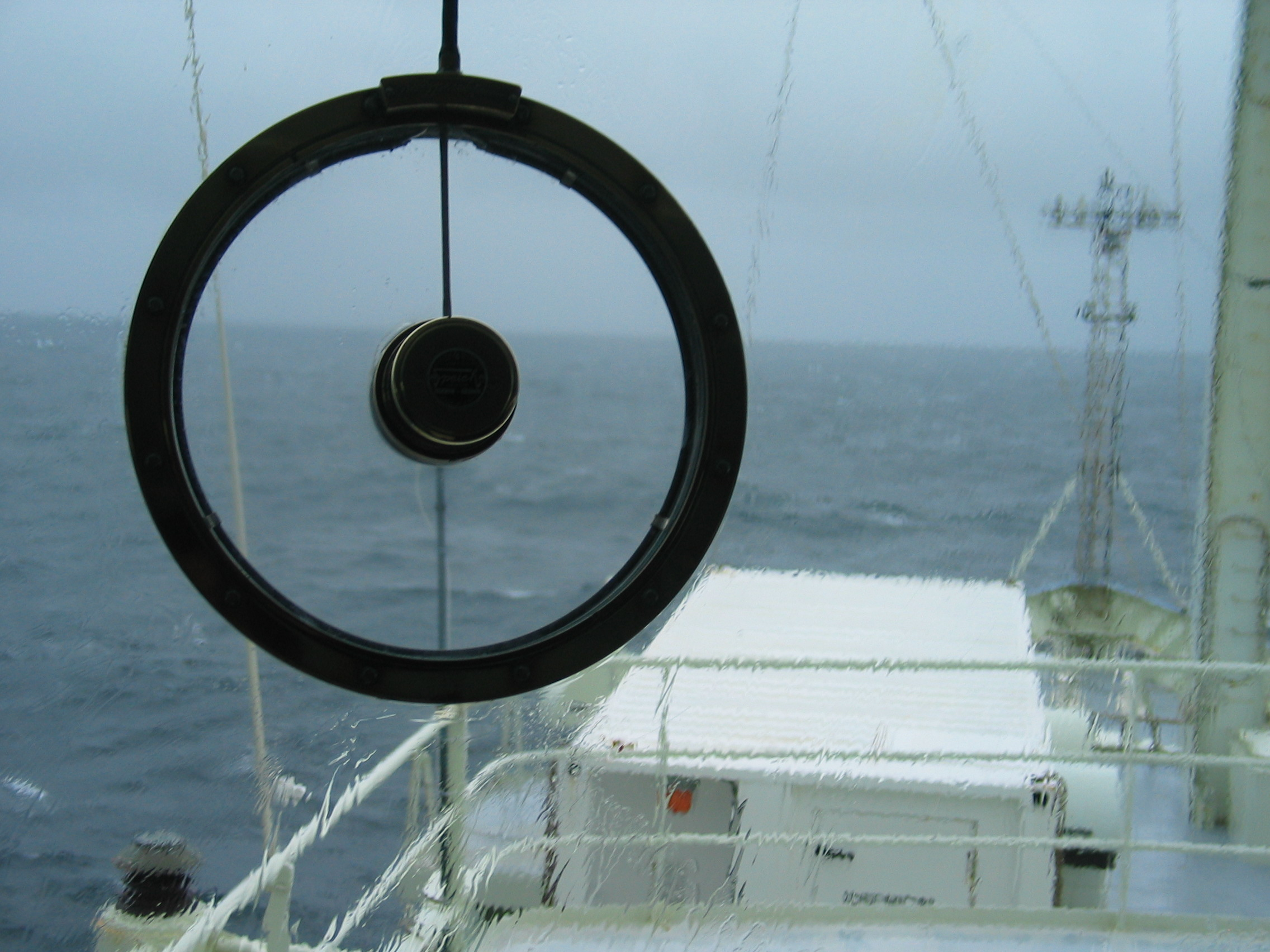

## Instrumentos militares

### Periscopios
Los periscopios se asocian a los submarinos convencionales de la primera y la Segunda Guerra Mundial. A efectos prácticos cabe destacar el uso de retículas que permitían medir las dimensiones y distancia de posibles objetivos. Muchos prismáticos marinos pueden incorporar retículas similares.

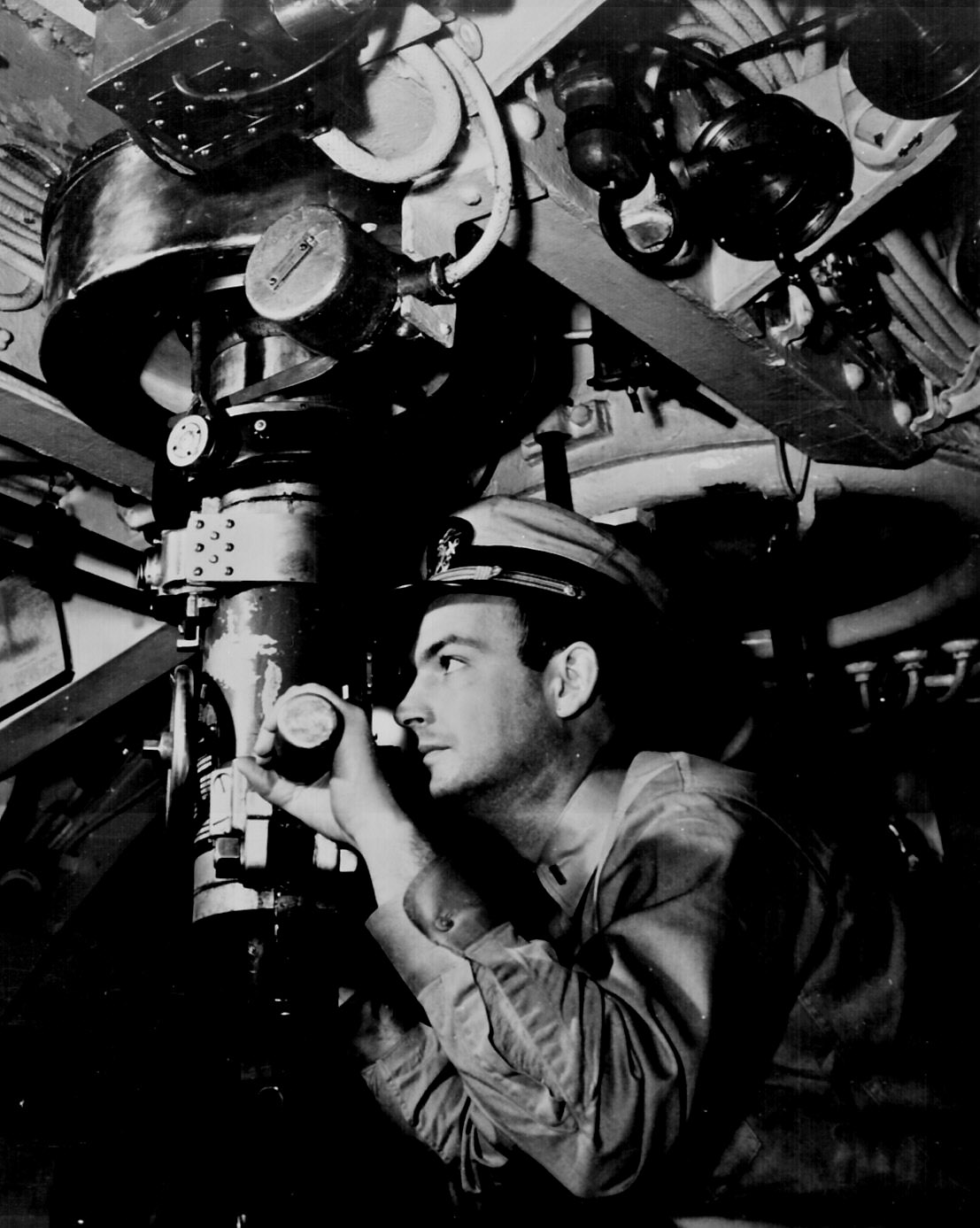
Oficial de un submarino mirando por el periscopio (ca. 1942)
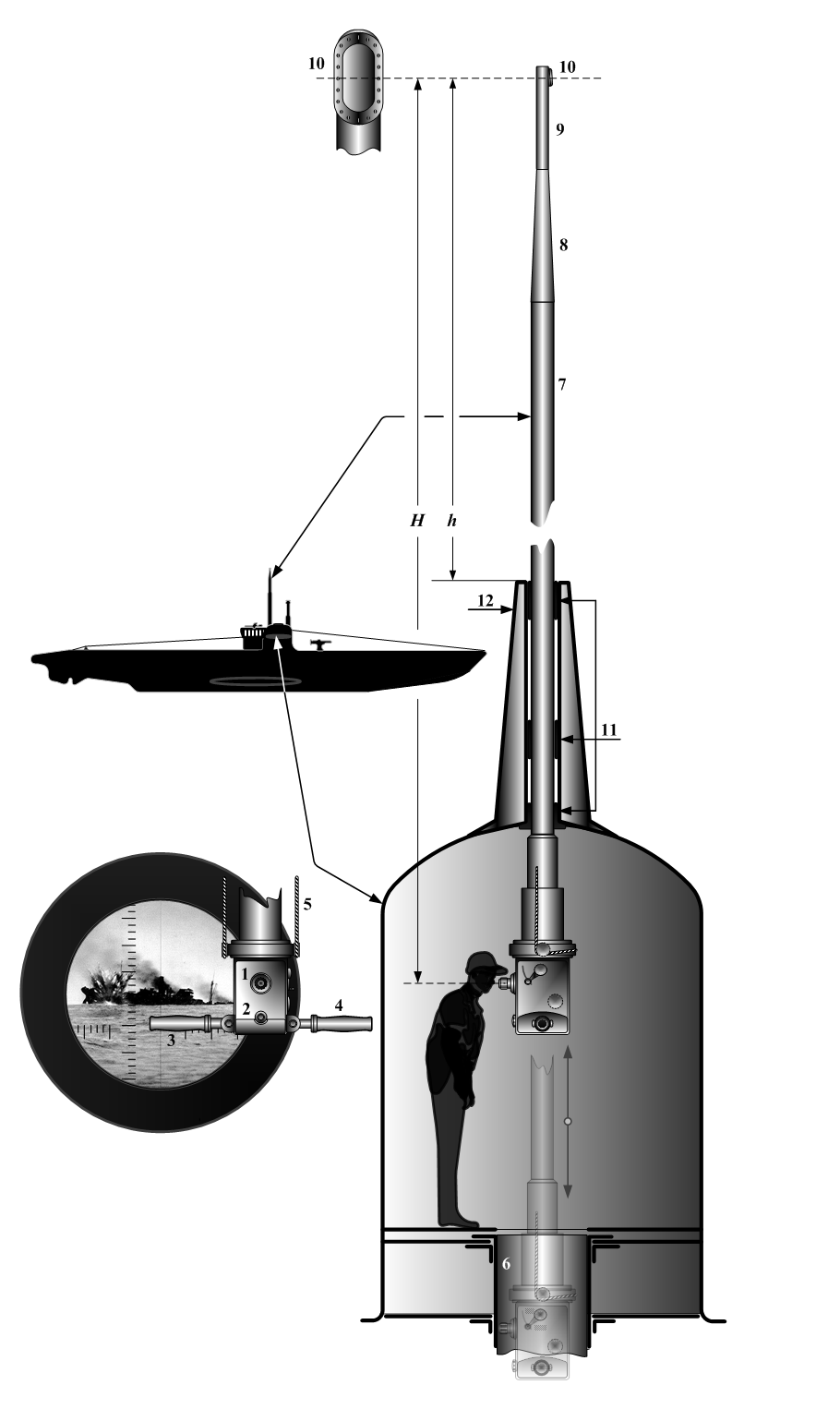
Esquema de un periscopio
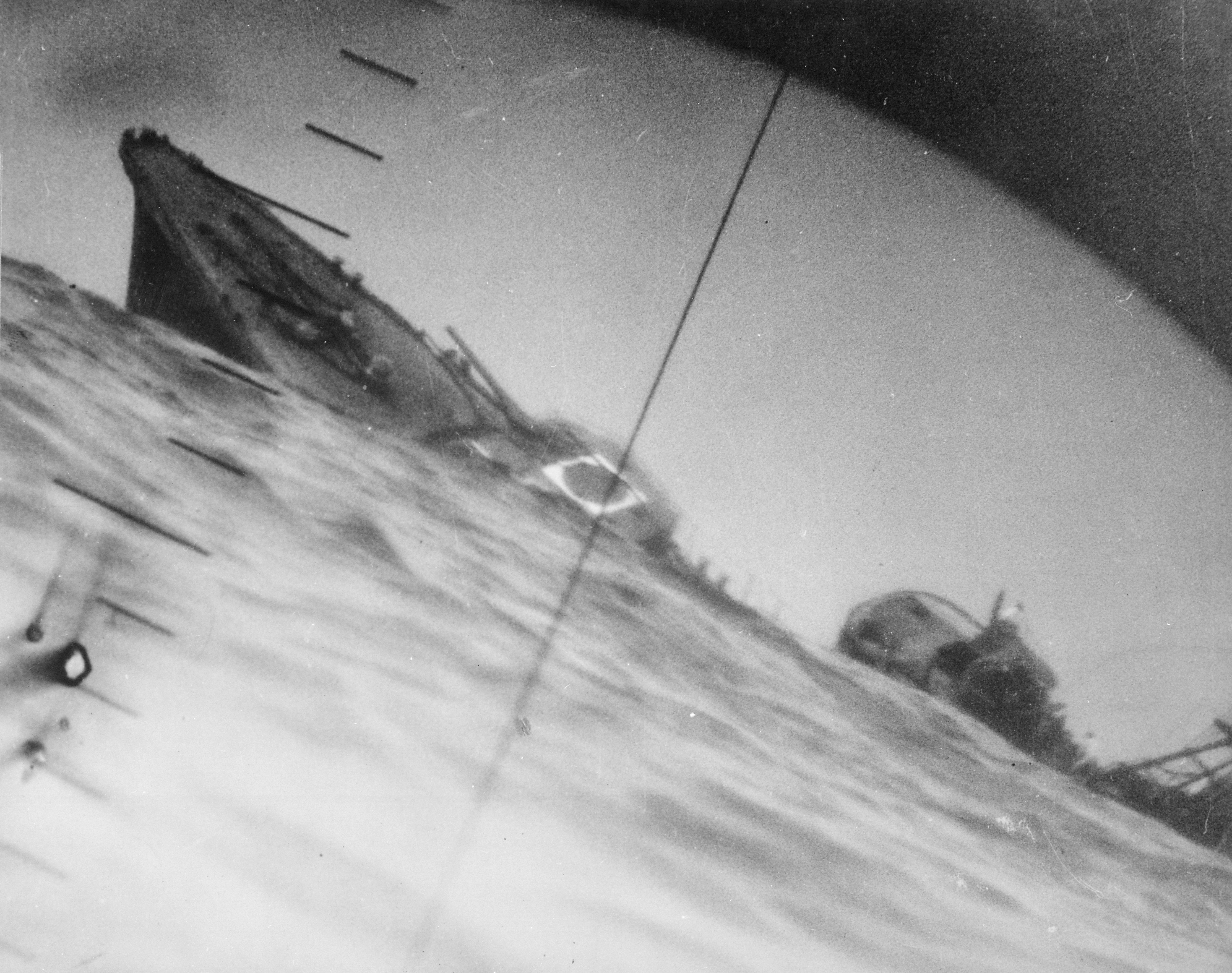
Un destructor japonés torpedinado hundiéndose, fotografiado desde el periscopio del submarino USS Wahoo o el USS Nautilus, en junio de 1942.

### Telémetros
Antes de la aparición del radar y, posteriormente, de los telémetros láser, los telémetros ópticos fueron el instrumento habitual para calcular distancias en topografía y fotografía, así como en los sistemas de puntería para armas de fuego, especialmente en artillería terrestre y naval.

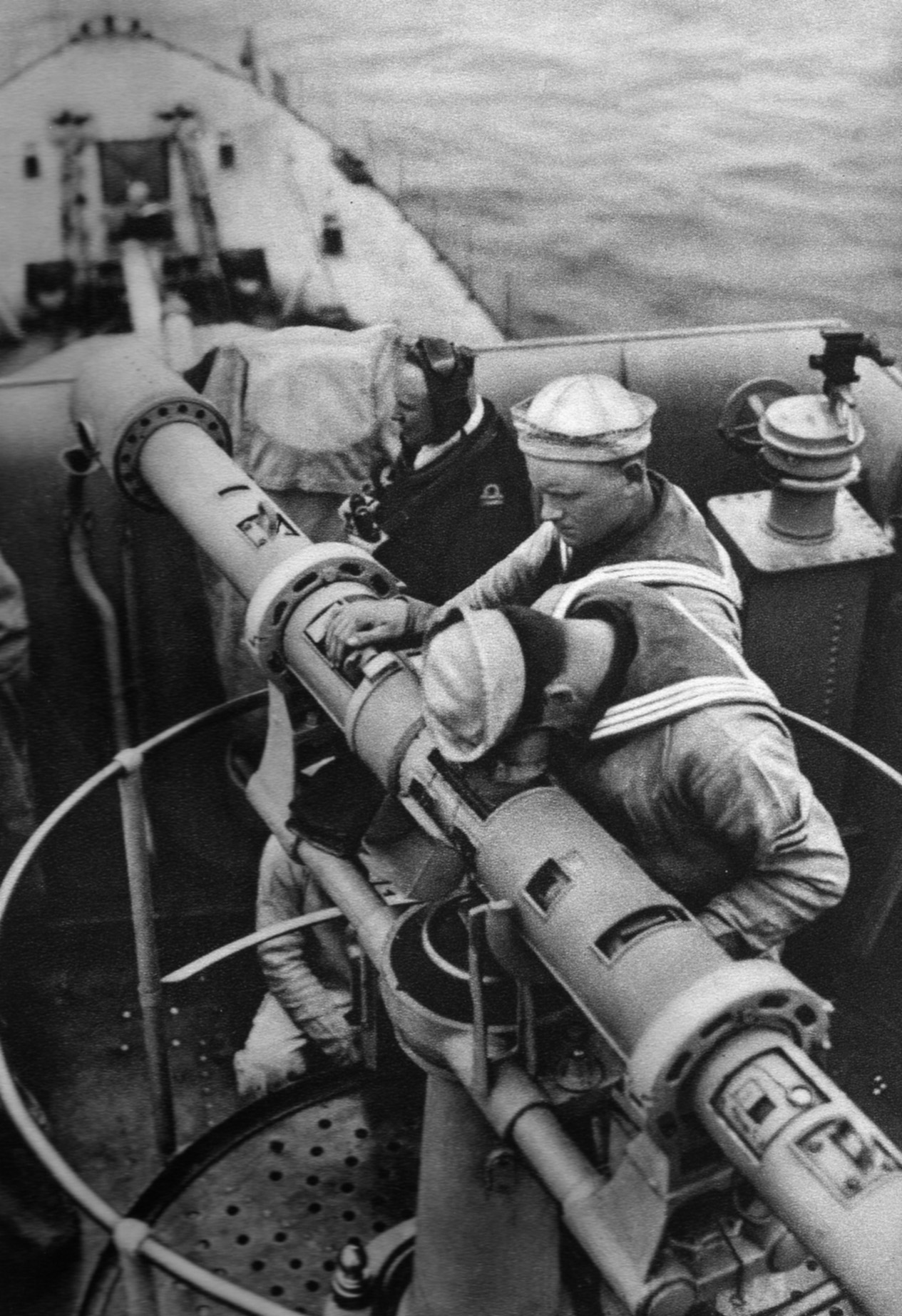
Telémetro del destructor polaco ORP Wicher (hundido el 3 de diciembre de 1939)
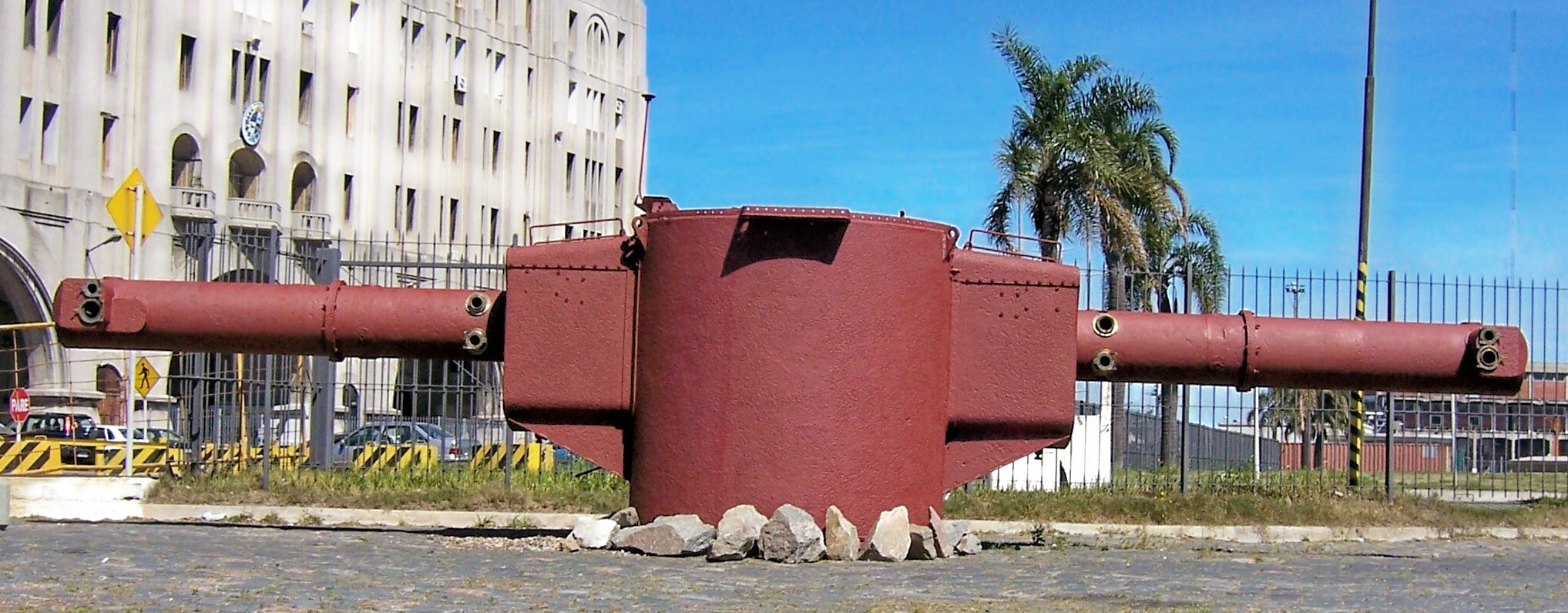
Telémetro recuperado del Admiral Graf Spee

## Sistemas ópticos de telecomunicaciones

### Historia
Es bien cierto que desde los inicios de la Historia, el ser humano se ha servido de medios ópticos para transmitir mensajes a gran velocidad. Ya en "La Orestíada", Esquilo narra cómo Agamenón envía noticias a los palacios del Átrida mediante hogueras durante la guerra de Troya. A finales del siglo XIV, Pedro IV de Aragón usa un sistema de ahumadas para comunicar movimientos de flotas o ejércitos enemigos a sus propias tropas, y Enrique III de Castilla envía un mensaje desde Toro a Segovia para anunciar el nacimiento de su heredero. Además, son de sobra conocidos los sistemas de señales de humo utilizados por algunas tribus de amerindios, o el Tam-Tam de la selva africana. No obstante, estos sistemas de comunicación visual no pueden considerarse técnicamente como telegrafía óptica por no conformar un sistema unificado con unas reglas homogéneas y regularizadas. Esto empezó a ser una realidad a finales del siglo XVII con Chappe en Paris.

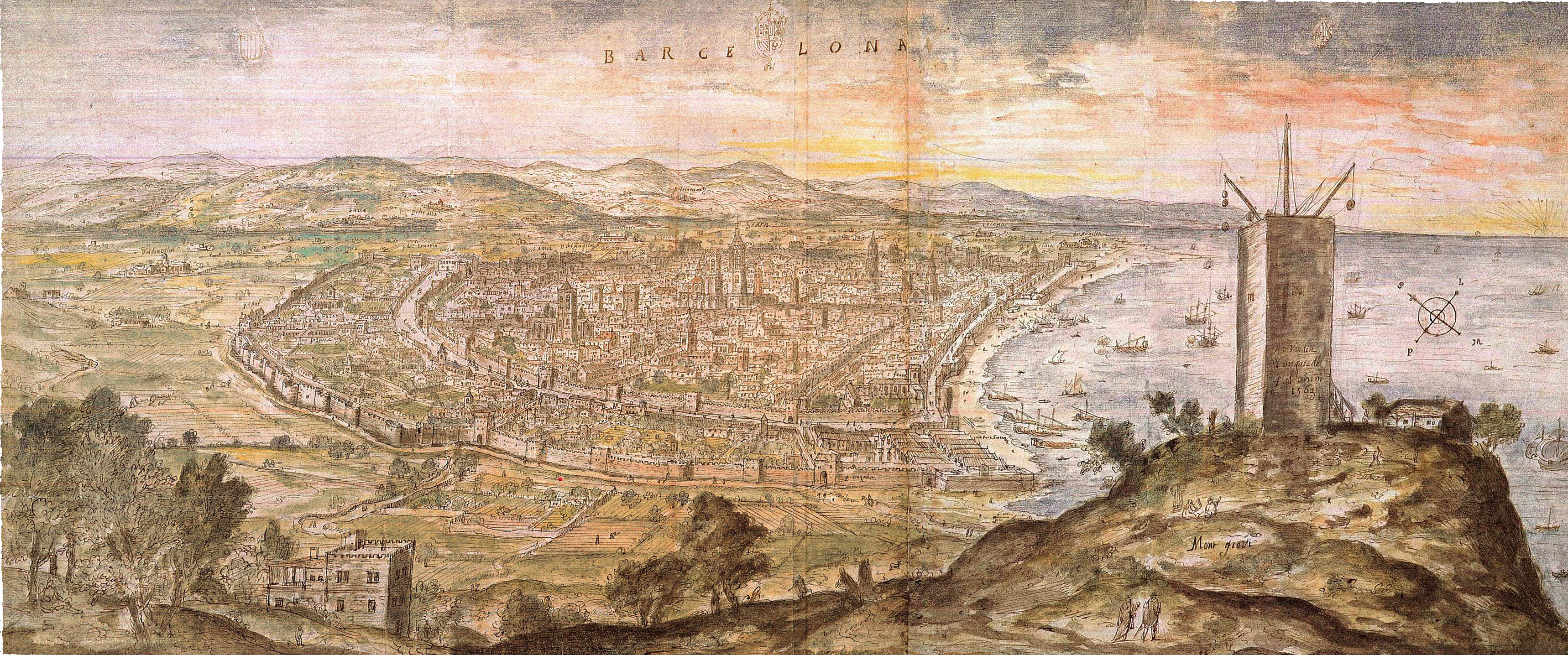
Vista de Barcelona de 1563. Con la torre de señales destacada.

### Torres de vigilancia
Les torres de guaita tingueren una gran importància en la Mediterrània. Calia vigilar per avisar del moviment dels vaixells i determinar si eren forces amigues i enemigues.
Un document de 1468 relaciona una torre de vigilància amb un possible telescopi. Antoni Paluzie i Borrell va escriure (en un article publicat per Frederic Armenter al Boletín de la Sociedad astronómica de Barcelona) que: l’any 1468, «Els guaites de la badia d'Alcúdia observaren tres naus en la via de Barcelona», amb l'ajuda de vidres».

### Torres de señales

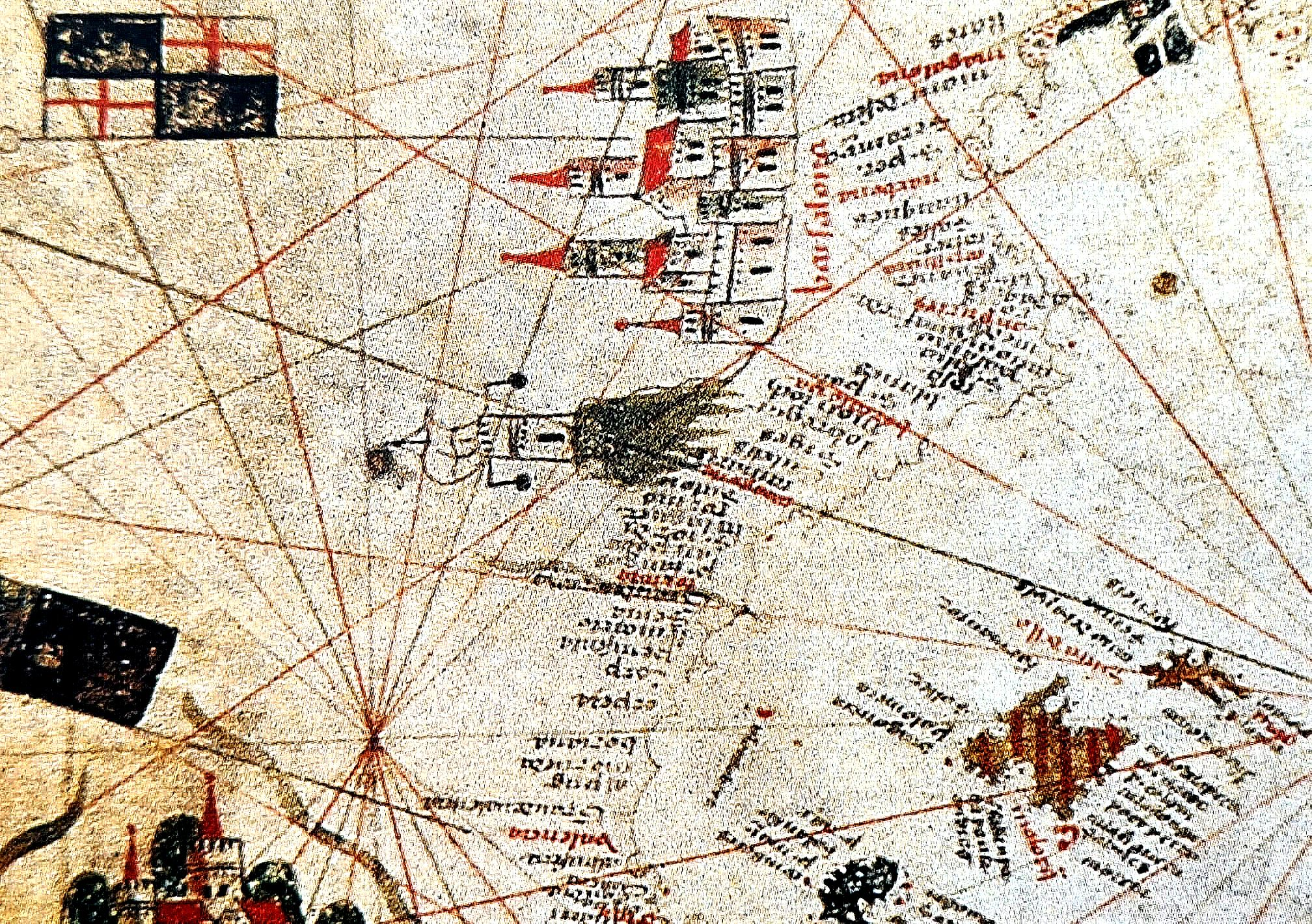
Mapa de 1449 de Gabriel Vallseca. Véase Barcelona y la torre de señales de Montjuïc.

Moltes torres de guaita disposaven de codis de senyals, amb llums i fogueres, i banderes i altres signes. Els llargavistes, en permetre la identificació dels senyals a gran distància, potenciaren aquest sistema de comunicació milenari. Una de les torres de senyals més antigues (entre les documentades) fou la de Montjuic.
Las torres de señales medievales de Génova, Barcelona y, probablemente, Venecia y Pisa fueron precursoras olvidadas de la Telegrafía óptica. En el caso de Barcelona se utilizaban tres palos donde eran izadas bolas negras (llamadas "poms") según un código determinado.
Entre las referencias más antiguas en la torre de señales de Barcelona se encuentra su representación esquemática en una de las cartas portulanas de Gabriel de Vallseca (ver imagen) y un testimonio escrito por el notario genovés Antonio Gallo sobre un ataque genovés en Barcelona, convertido en el 1466.

### Códigos de banderas
- Identificación individual
  - Las banderas y similares (estendartes, gallares, penones,...) han sido utilizadas para indicar el rango de un barco, la nacionalidad o la dignidad de la persona que comanda. De noche las linternas o farones desempeñaban una función similar.
- Señales sencillas
  - Navegando en conserva o en estol hay unos cuantos mensajes básicos que pueden indicarse con banderas: agrupación de barcos, atacar, retirada, reunión de comandantes,...
- Señales y mensajes variados
  - En épocas de combate con artillería entre grupos de guerra las necesidades de comunicación exigieron códigos de banderas más elaborados. Estos códigos, antes de los lenguajes alfabéticos, fueron posibles con el uso de los instrumentos de larga vista.

### Faros

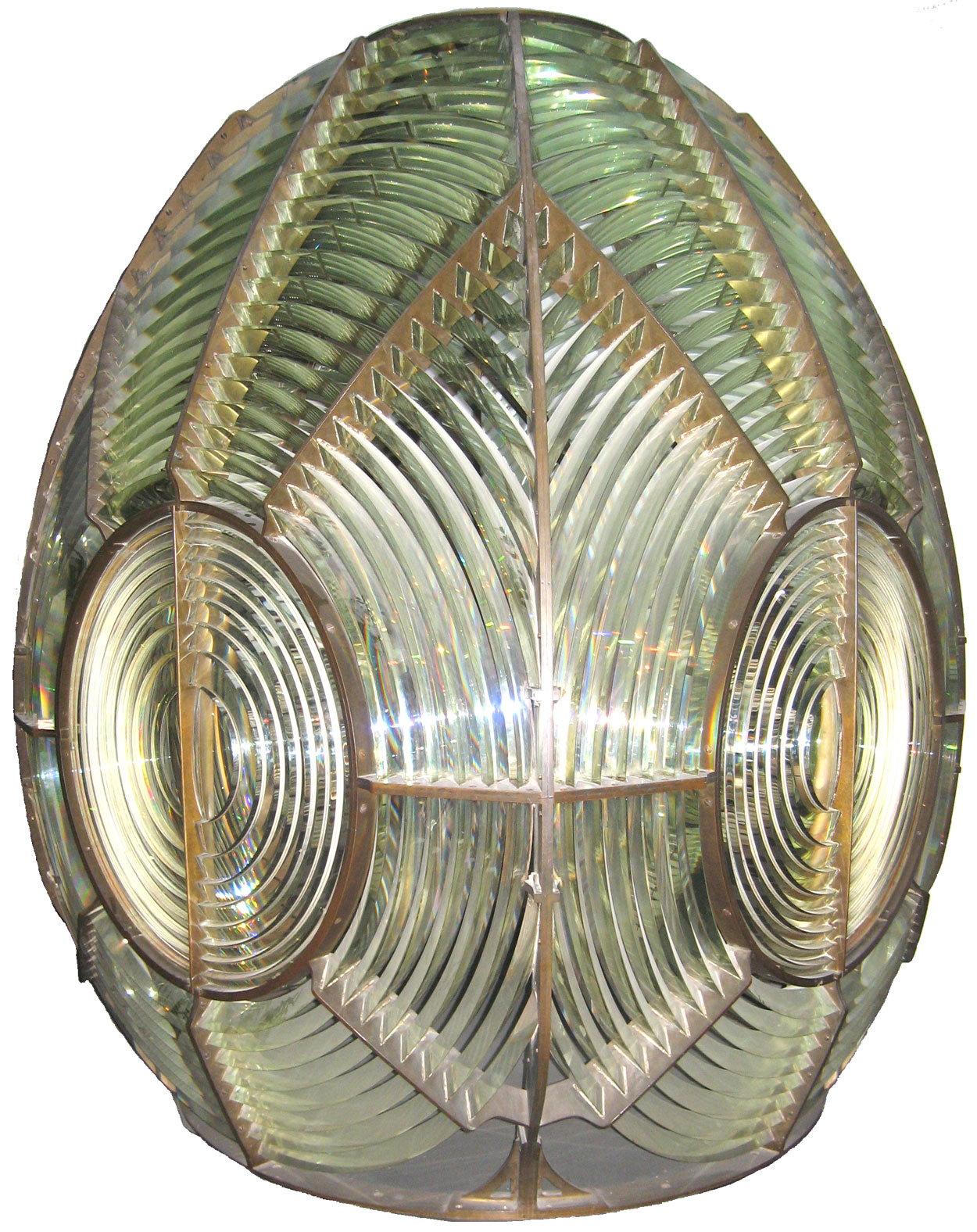
Lente fresnel

## Aspecto exterior de los barcos
Las embarcaciones primitivas presentaban el aspecto del material de construcción original sin pintura ni color artificial. Desde muy antiguo, el descubrimiento de pigmentos resistentes al agua se aplicó a los barcos a efectos decorativos y de protección. Homero mencionaba aquellas “negras naves de proas rojas” y “negras naves de proas azules”. Existen documentos sobre los colores de las galeras de guerra catalanas.

### Colores de galeras catalanas
Los buques de las galeras se pintaban de negro o de colores llamativos: rojo, verde, azul, amarillo... Algunas galeras iban decoradas con lujo.
- Pere el Gran encarga a Ramon Marquet la pintura de barcas y galeras, en varios colores.[8]

Petrus Dei gratia, Rex Aragonum, fideli suo Raymundo Marcheti salutem et gratiam : Manam vos que fasats pintar les Galees et les Barches de les Galees so es á saber; les dues Galees blanques et dues bermeles, et dues grogues, et dues berts, et dues blaves, et dues seyal de Barchelona, e puys sobre tot lo pint aya Escuts Reyals en cascuna Galea et Barca. En cara manam que la Nau que fo den Vilar et una Barcha de Sanert que hom hi fassa sien pintes á senyal Reyal...
Marina Espanola de la Edad Media. F. Javier de Salas.

- Galeras valencianas de Juan el Cazador.[9]

De les grosses, la Santa María, s'ha d'aparellar pel Sant Pare, y mana que's faça en
l'escandelar, axí bella cambra com se pertany, la qual sia pintada ab l'escandalar ensemps de vermell als costats e quey sien fets cayrons Reyals ab fulla dor segons ques mereix e que la cuberta sia dazur ab estels de fulla daur axí be com fer se pusca; la popa de la qual sia tota vermella e que la fornescats de totes altres coses quey sien necessaries... Així mateix vos manam que l'altra galea grossa apellada Sent Johan, sia pintáda de vert, axí com l'altra dessús deu esser vermella e quey sia aytal diferencia que so que seria d'or en aquella ultra les armes Reyals sia dargent en aquesta, en la qual montará nostra cunyat lo Cardenal de Terovana…
Johan I D'Aragó, pàgina 182. Josep Ma Roca i Franquesa.

### Las liburnas descritas por Vegecio
En una traducción al castellano de Flavius Renatus Vegetius se puede leer una descripción de las liburnas piratas con muchos detalles interesantes. Pueden destacarse, entre otras, las siguientes:
- la costumbre de ir completamente camufladas (naves, velas y tripulantes) con una pintura de color “verde terroso”
- el uso de barcas auxiliares de muchos remos (falúas) en la traducción castellana; que en catalán clásico sería una barca de panescalmo) para ir de exploración avanzada.